# Elmar Rizzoli
Elmar Rizzoli (* 19. Dezember 1969 in Innsbruck) ist ein österreichischer Beamter und seit 1. Februar 2021 Leiter des „Tiroler Zentrum für Krisen- und Katastrophenmanagement“, welches der Tiroler Landesverwaltung angehört. Er gilt damit als "oberster Krisenmanager" des Landes. Rizzoli ist auch Leiter des COVID-Einsatzstabes des Landes Tirol. In dieser Position war er im Zuge der Covid-19-Maßnahmen unter anderem für die Covid-Teststrategie und die Verteilung von SARS-CoV-2-Impfstoffen im Bundesland Tirol zuständig und verantwortlich.

## Leben und Karriere
Elmar Rizzoli wuchs in Innsbruck auf und absolvierte dort die Matura. Danach arbeitete er als Zeitsoldat beim österreichischen Bundesheer. Er war zudem früher in der Leichtathletik aktiv.
Im Juli 1993 nahm Rizzoli eine Anstellung im Gewerbeamt des Magistrats Innsbruck auf, bevor er in die interne Organisation der Behörde wechselte, wo Rizzoli schließlich Leiter des städtischen Amtes "Allgemeine Sicherheit und Veranstaltungen" wurde. Dort war er am Aufbau der Mobilen Überwachungsgruppe (MÜG) sowie der Planung der Europameisterschaft 2008, des Landesfestumzugs 2009 mit 100.000 Teilnehmern, der Olympische Jugend-Winterspiele 2012 und der Rad-WM im Jahr 2018 beteiligt.
Seit Juli 2020 steht Rizzoli dem Corona-Einsatzstab des Landes Tirol vor.
Auf Basis der Empfehlungen des Berichts der unabhängigen Expertenkommission unter der Leitung von Ronald Rohrer wurde die Geschäftsordnung des Landes Tirol in den Bereichen Gesundheit und Krisen- und Katastrophenmanagement neu strukturiert. Am 15. Dezember 2020 wurde Rizzoli von Landeshauptmann Günther Platter in die neu geschaffene Position des Leiters des „Tiroler Zentrum für Krisen- und Katastrophenmanagement“ bestellt und nahm am 1. Februar 2021 seinen Dienst dort auf. Im neu gegründeten Zentrum werden künftig die Abteilungen Krisen- und Katastrophenmanagement, Feuerwehr- und Rettungswesen, Leitstellenwesen und Landeswarnzentrale sowie Schutz vor Naturgefahren und Evakuierungsmanagement mit insgesamt ca. 50 Mitarbeitern untergebracht sein.
Elmar Rizzoli ist verheiratet, Vater von drei Söhnen und wohnt in Innsbruck.